# Île Nkasa
Île Nkasa är en ö i Kongofloden i Kongo-Kinshasa. Den ligger i provinsen Équateur, i den västra delen av landet, 600 km nordost om huvudstaden Kinshasa. Jordbruket på ön försörjer den närliggande staden Mbandaka.